# Brandenburg (Kentucky)
Brandenburg es una ciudad ubicada en el condado de Meade en el estado estadounidense de Kentucky. En el Censo de 2010 tenía una población de 2643 habitantes y una densidad poblacional de 410,57 personas por km².

## Geografía
Brandenburg se encuentra ubicada en las coordenadas 37°59′34″N 86°10′29″O / 37.99278, -86.17472. Según la Oficina del Censo de los Estados Unidos, Brandenburg tiene una superficie total de 10.36 km², de la cual 10.36 km² corresponden a tierra firme y (0%) 0 km² es agua.

## Demografía
Según el censo de 2010, había 2643 personas residiendo en Brandenburg. La densidad de población era de 410,57 hab./km². De los 2643 habitantes, Brandenburg estaba compuesto por el 93.04% blancos, el 2.53% eran afroamericanos, el 0.42% eran amerindios, el 0.68% eran asiáticos, el 0.08% eran isleños del Pacífico, el 0.61% eran de otras razas y el 2.65% pertenecían a dos o más razas. Del total de la población el 2.99% eran hispanos o latinos de cualquier raza.